# Claude Bodziuch
 (septembre 2011).
Si vous disposez d'ouvrages ou d'articles de référence ou si vous connaissez des sites web de qualité traitant du thème abordé ici, merci de compléter l'article en donnant les références utiles à sa vérifiabilité et en les liant à la section « Notes et références ».
Claude Bodziuch est un footballeur français né le 11 mai 1957 à Algrange en Lorraine. Il évolue principalement au poste de milieu de terrain.

## Biographie

### Carrière amateur
Originaire de Nondkeil, annexe d'Ottange dans le pays haut Mosellan, sa carrière amateur débute dans son village en équipe A dès 16 ans. Il est alors repéré par la JS Audun-le-Tiche, club évoluant en division d´honneur, dans lequel il effectue trois saisons et avec lequel il remporte la coupe de Lorraine en 1977 contre l'AS Talange alors club de Division 3. Il fait également partie de l'équipe des espoirs de Lorraine. Il remporte la coupe des Ligues avec la sélection de Lorraine cette même année.

### Carrière professionnelle
Il intègre l'équipe professionnelle du Thionville FC lors de son accession en Division 2 1979/1980. Il a alors 22 ans. Ne souhaitant pas abandonner son métier de clerc d'huissier, il conserve dans un premier temps un statut semi-professionnel. Il continuera d'exercer cette profession tout en participant à l'ensemble des entraînements de l'équipe professionnelle.
Non titulaire lors des matchs de préparation, il débute cependant le championnat comme titulaire contre Alès dès le premier match. Il effectuera l'ensemble de la saison au poste de milieu de terrain et ne manquera seulement que certains matchs à la suite d'une opération chirurgicale. Il fait partie de l'équipe type pour la saison 1980-1981 qui sera marquée par un titre de champion d'automne de Division 2 (D2) devant Brest. 
Il effectuera l'ensemble des matchs à une exception près. L'équipe de Thionville doit faire face à des difficultés financières et se sépare, à la trêve, des joueurs cadres. Toutefois l'équipe finira à la 6e place du championnat. Il est alors approché par plusieurs clubs professionnels mais décide à 24 ans de rester à Thionville comme amateur et de conserver son emploi.
Après la rétrogradation du club en 4e division, il évoluera comme capitaine d'équipe pendant 5 saisons jusqu'en 1985/1986, remportant une deuxième coupe de Lorraine en 1983 et une accession en 3e division lors de la saison 1983/1984.
Blessé gravement au genou, il décide de mettre fin à sa carrière en 1987.

### Reconversion
Il quitte son emploi de clerc d'huissier en 1982 pour travailler dans un cabinet d'expertise comptable pendant 27 ans. Puis il devient directeur d'une maison de retraite, toujours à Thionville.